# Lưu Doãn Bân
Lưu Doãn Bân (tiếng Trung: 刘允斌; bính âm: Liú Yǔnbīn; 1925 – 21 tháng 11 năm 1967) là một nhà hóa học hạt nhân người Trung Quốc và là con trai của Chủ tịch nước Cộng hòa Nhân dân Trung Hoa Lưu Thiếu Kỳ.

## Đầu đời
Lưu Doãn Bân sinh năm 1925 tại quận An Nguyên, thành phố Bình Hương. Cha mẹ là Lưu Thiếu Kỳ và Hà Bảo Trân. Khi Doãn Bân được hai tuổi, ông được đưa về quê nội ở Ninh Hương, Hồ Nam để chăm sóc. Năm 1934, mẹ ông bị Quốc dân Đảng xử tử trong khi bị giam cầm.
Tháng 7 năm 1938, Đảng Cộng sản Trung Quốc đưa Doãn Bân đến Diên An để đoàn tụ với cha. Mùa thu năm này, Doãn Bân bắt đầu theo học tại Trường Tiểu học Sư phạm Diên An ở tuổi 13.

## Sự nghiệp giáo dục và khoa học

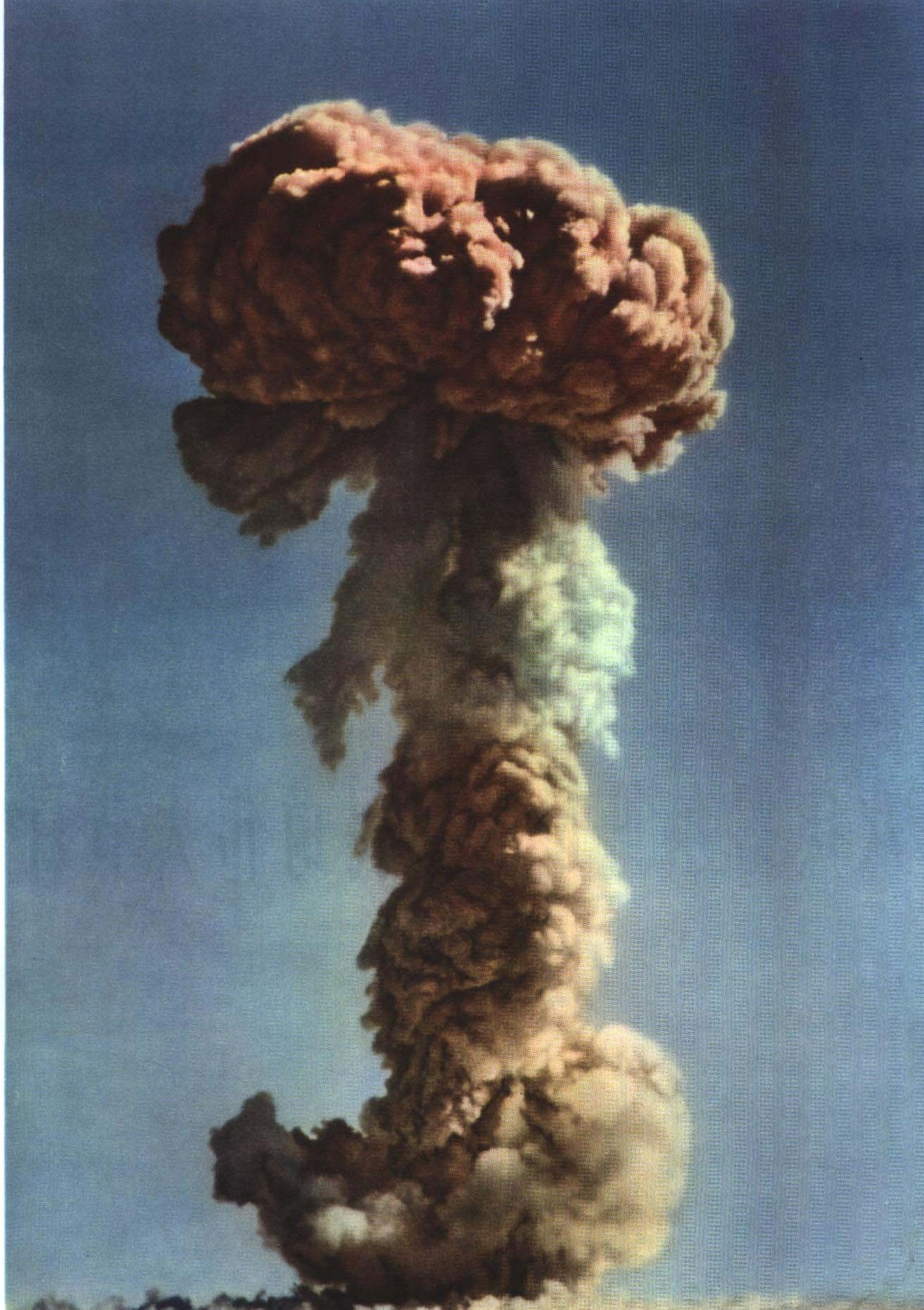
Dự án 596

Năm 1939, Ủy ban Trung ương Đảng Cộng sản Trung Quốc quyết định cử một số người con của các nhà cách mạng trong đảng đi du học ở Liên Xô. Vào tháng 11 năm 1939, Doãn Bân và em gái Lưu Ái Cầm đến nhà trẻ ở Monino, nơi các con của Mao Trạch Đông là Mao Ngạn Anh và Mao Ngạn Thanh sinh sống. Lúc ở Liên Xô, Doãn Bân được biết với tên tiếng Nga 'Klim' (Клим).
Sau một học kỳ, Lưu Doãn Bân chuyển đến Trường nội trú Ivanovo, cách Moskva 300 km, tại thành phố Ivanovo và được Tổ chức Cứu tế Đỏ Quốc tế của Liên Xô bảo trợ. Trong thời gian ở trường, ông học rất siêng năng và vào tháng 6 năm 1941, sau khi Đức xâm lược Liên Xô, Doãn Bân đã tích cực tham gia các tổ chức lao động do Viện Nhi đồng Quốc tế tổ chức như khai hoang, khai thác gỗ và vận chuyển củi. Ông còn tình nguyện hiến máu cho các binh sĩ Hồng quân đang chiến đấu ở tiền tuyến. Ông được bầu chọn là một trong những nhà lãnh đạo hội sinh viên Học viện Trẻ em Quốc tế, và gia nhập Komsomol và đứng đầu tổ chức Học viện Trẻ em Quốc tế.
Sau khi tốt nghiệp trung học năm 1945, Doãn Bân được nhận vào Học viện Sắt và Thép Moskva, ông theo học chuyên ngành luyện kim. Trong thời gian ở học viện, ông gia nhập Đảng Cộng sản Liên Xô và sau khi tốt nghiệp, ông được nhận vào Khoa Hóa học của Đại học Quốc gia Moskva với bằng danh dự và là nghiên cứu sinh chuyên ngành hóa học phóng xạ. Ông tốt nghiệp năm 1955 với bằng phó tiến sĩ và vào Học viện Hóa học của Đại học Moskva với tư cách là nhà nghiên cứu. Trong một bức thư gửi đến Lưu Doãn Bân vào năm 1955, Lưu Thiếu Kỳ viết:
Khi lợi ích cá nhân của con đối lập với lợi ích của Đảng, cha tin tưởng con có thể hy sinh vì lợi ích của mình đối với Đảng và nhân dân."
Năm 1957, ông trở về Trung Quốc, ông ở tại nơi cha mình cư trú tại Trung Nam Hải trong vài ngày, trước khi chuyển đến Phương Sơn, Sơn Tây, cách thủ đô Bắc Kinh 50 km, để làm việc tại Viện Năng lượng Nguyên tử Trung Quốc (Viện 401), đây là một trong những viện nghiên cứu vũ khí hạt nhân sớm nhất ở Trung Quốc. Ông có những đóng góp xuất sắc về nghiên cứu năng lượng hạt nhân và được trao chứng chỉ nghiên cứu.
Năm 1959, khi quan hệ Trung–Xô chia rẽ, Liên Xô từ chối cung cấp cho Trung Quốc những vật liệu kỹ thuật quan trọng để phát triển vũ khí hạt nhân. Năm 1961, các nhà nghiên cứu từ Viện 1 thuộc Viện Năng lượng Nguyên tử Trung Quốc được chuyển đến Nhà máy Linh kiện Nhiên liệu Hạt nhân Trung Quốc (Nhà máy 202) tại Bao Đầu, Khu tự trị Nội Mông, nơi họ thành lập phòng thí nghiệm thứ hai, chịu trách nhiệm nghiên cứu vật liệu nhiệt hạch.
Mùa đông năm 1962, Lưu Doãn Bân đến Nhà máy 202, ông được cấp trên bổ nhiệm trở thành giám đốc Văn phòng Nghiên cứu Số 2. Văn phòng dưới sự lãnh đạo của ông bắt đầu nghiên cứu và tổ chức hoạt động đối với đề án bom nguyên tử và vào ngày 16 tháng 10 năm 1964, quả bom nguyên tử đầu tiên của Trung Quốc được kích nổ thành công tại địa điểm thử nghiệm Lop Nur, khiến Trung Quốc trở thành cường quốc hạt nhân thứ năm trên thế giới và là quốc gia châu Á đầu tiên sở hữu năng lực hạt nhân.

## Cái chết
Năm 1966, Đại Cách mạng Văn hóa diễn ra và Lưu Doãn Bân được sai đi làm việc, ông được giao công việc dọn dẹp và đào mương chất thải và các công việc không chuyên khác. Tháng 7 năm 1966, Lưu Thiếu Kỳ bị tố cáo là "tẩu tư phái" và "kẻ phản quốc", đồng thời bị Lâm Bưu cách chức Phó Chủ tịch Trung ương Đảng Cộng sản Trung Quốc.
Hậu quả từ sự sụp đổ của cha mình, Lưu Doãn Bân còn bị lên án là "gián điệp" và "tẩu tư phái". Doãn Bân bị Hồng vệ binh tra tấn và ngược đãi, họ đưa ông đến một vùng đô thị ở Bao Đầu, tại đây ông bị làm nhục công khai tại một đại hội phê đấu. Vào ngày 21 tháng 11 năm 1967, Doãn Bân tự sát bằng cách nằm trên đường ray tàu hỏa phía bắc khu dân cư nơi gia đình ông sinh sống.
Lưu Thiếu Kỳ qua đời vào ngày 12 tháng 11 năm 1969 tại Khai Phong, Hà Nam, do bị ngược đãi và tra tấn trong lúc giam giữ. Sau khi Đại Cách mạng Văn hóa kết thúc năm 1976 với việc Mao Trạch Đông qua đời, Lưu Doãn Bân được phục hồi danh tiếng sau khi qua đời vào năm 1978. Cùng năm, một lễ tưởng niệm long trọng  được tổ chức tại Hội Nhà máy 202. Lưu Thiếu Kỳ được phục hồi danh dự sau khi qua đời vào năm 1980.
Vào ngày 16 tháng 4 năm 2015, Đại sứ Nga tại Trung Quốc Andrey Ivanovich Denisov đã trao Huân chương Kỷ niệm "70 năm chiến thắng trong Chiến tranh Vệ quốc Vĩ đại 1941–1945" cho 32 công dân Trung Quốc, trong đó truy tặng huân chương cho Lưu Doãn Bân.

## Gia đình
Lúc ở Liên Xô, Lưu Doãn Bân kết hôn với một phụ nữ Nga tên là Mara Fedotova. Cả hai có hai người con; con trai tên Lưu Duy Ninh (tiếng Nga: Алексей Климович Федото, Alexei Klimovich Fedotov) và con gái tên Sonya.
Sau khi Doãn Bân quay về Trung Quốc vào năm 1957, Mara chuyển đến Trung Quốc cùng các con vào năm 1959, đây là lần cuối hai vợ chồng gặp nhau. Vì căng thẳng giữa Trung Quốc và Liên Xô, Mara ly hôn với Doãn Bân và quay về Moskva cùng hai con. Doãn Bân sau đó tái hôn với Lý Diệu Tú, họ có hai con trai, Lưu Vệ Đông và Lưu Vĩ Trạch.
Lưu Duy Ninh còn được biết với biệt danh Alyosha, đã không công khai tiết lộ thân phận mình là cháu nội của Lưu Thiếu Kỳ do lo sợ bị KGB do thám khi quan hệ Trung–Xô dần xấu đi. Sau khi tốt nghiệp Đại học Hàng không Moskva, ông làm việc tại trung tâm hàng không vũ trụ quốc gia Liên Xô và Cơ quan Vũ trụ Liên bang Nga trong vài năm nhưng không tiết lộ lai lịch cho đến khi được Chính phủ Trung Quốc mời tham dự lễ kỷ niệm 100 năm ngày sinh của Lưu Thiếu Kỳ vào năm 1998.
Yêu cầu đến Trung Quốc của ông bị bác bỏ vì công việc liên quan đến bí mật quân sự. Việc từ chối yêu cầu khiến ông càng nôn nóng muốn đến Trung Quốc và vì vậy sớm rút khỏi quân đội Nga. Khi yêu cầu đi đến Trung Quốc của ông tiếp tục bị từ chối, ông đã đệ đơn kiện và năm 2003, ông đến thăm Trung Quốc lần đầu tiên, tại đây ông gặp các thành viên trong gia đình của Lưu Thiếu Kỳ, bao gồm vợ ông là Vương Quang Mỹ.
Duy Ninh muốn định cư ở Trung Quốc, ông điều hành một tổ chức mang tên "Hiệp hội các nhà công nghiệp và doanh nhân Nga–Châu Á" nhằm tạo điều kiện thuận lợi thương mại giữa Trung Quốc và Nga tại Quảng Châu. Vợ chồng Lưu Duy Ninh có hai người con, người con gái tên Margarita giữ chức phó chủ tịch Hiệp hội Doanh nhân Công nghiệp Nga-Châu Á và Hội đồng Doanh nghiệp Nga-Philippines.
Con gái của Lưu Doãn Bân là Sonya kết hôn với một người Mỹ gốc Nga và định cư ở Hoa Kỳ.